# Disney's DuckTales
Disney's DuckTales (traduit par La Bande à Picsou) est un jeu vidéo de plate-forme adapté de la série d'animation du même nom La Bande à Picsou. Le jeu, développé par Capcom est d'abord sorti aux États-Unis sur NES en 1989 avant d'être porté sur Game Boy l'année suivante.

## Système de jeu
Le joueur dirige Balthazar Picsou parti à la recherche de trésors légendaires, à travers 5 niveaux à défilement horizontal, représentant chacun une région du monde. Picsou peut se déplacer, sauter et utiliser sa canne pour envoyer des projectiles sur ses différents adversaires ou pour rebondir lors d'un saut pour atteindre une plus grande hauteur.
Tout au long de l'aventure, on croise de nombreux personnages de la série :

## Personnages aidant le joueur
- Zaza ; Riri, Fifi et Loulou : à différents endroits, ils donnent des indications au joueur.
- Flagada Jones : au milieu de chaque niveau, il propose au joueur de le ramener à la maison, pour y stocker les richesses amassées jusque-là, en passant parfois par un niveau secret riche en diamants[1].
- Mamie Baba : distribue des gâteaux, redonnant un point de vie au joueur.
- Géo Trouvetou : donne de nouveaux pouvoirs à Picsou.
- Robotik : aide à ouvrir un passage dans le niveau The Moon.

## Ennemis
En plus des nombreux petits ennemis (insectes, animaux, fantômes…), le joueur doit affronter des adversaires issus de la série animée.
- Les Rapetou : volent les richesses du joueur lorsqu'ils le touchent dans le niveau The Moon.
- Miss Tick : boss du niveau Transylvania.
- Gripsou : apparaît au dernier moment pour tenter de voler le trésor.

## Niveaux
Les niveaux sont également des lieux de la série télévisée, connus pour leurs trésors légendaires.
- The Amazon : un niveau à travers la forêt amazonienne, jusqu'à un temple Toltèque.
- Transylvania : un labyrinthe dans les couloirs d'un château hanté de Transylvanie.
- African Mines : les galeries sans fin d'une mine de diamants en Afrique du Sud. Ce niveau est inspiré de l'épisode Tremblement de terre.
- The Himalayas : l'ascension d'un sommet de l'Himalaya et la traversée d'une caverne de glace. Ce niveau est inspiré de l'épisode La Couronne perdue de Gengis Khan.
- The Moon : un vaisseau extra-terrestre géant, à la surface de la Lune. Ce niveau est inspiré de l'épisode Là où un canard n'est jamais allé.

Lorsque ces 5 niveaux sont terminés, le joueur est envoyé à nouveau dans le niveau Transylvania, où il doit parcourir un chemin différent pour trouver et affronter le boss ultime.
Chacun de ces niveaux peut être fait dans n'importe quel ordre. Pour atteindre le boss de African Mines, une clé, que l'on trouve dans Transylvania, est cependant nécessaire.
En plus de ces 5 trésors légendaires, il existe 2 trésors cachés (dans les niveaux African Mines et The Moon). Il est possible d'obtenir une fin alternative en réunissant tous ces trésors et plus de 10 000 000 $ de richesses à la fin du jeu.

## Suite et adaptations
- La version Game Boy est sensiblement la même au niveau du gameplay. Les niveaux ont toutefois été raccourcis, et les graphismes adaptés au niveau graphique de la console portable.
- Le jeu a connu une suite en 1993 sur NES et Game Boy, Disney's DuckTales 2, au gameplay à peu près similaire. Toutefois, il connut un succès moindre, la plupart des joueurs ayant déjà à cette époque abandonné la NES au profit de la Super Nintendo.

## Remake
Le studio américain WayForward Technologies a développé un remake nommé Disney's DuckTales Remastered. Ce remake du jeu original est sorti en téléchargement à l'été 2013 sur les plates-formes de téléchargement de la PlayStation 3, Xbox 360, Wii U ainsi que PC. Les versions pour téléphones mobiles et tablettes sous systèmes Android et iOS ont elles été publiées le 2 avril 2015.
Le prologue et le niveau final sont inédits. Les 5 niveaux centraux ont été repris du jeu original et allongés. De plus, contrairement au jeu original, il n'y a pas de clé à aller chercher en Transylvanie. Le bureau de Picsou sert de lieu entre les niveaux. Le joueur peut acheter des images et des musiques dans la galerie, sélectionner le niveau auquel il va jouer et plonger dans le coffre-fort de Picsou.
Le 16 mars 2017, Capcom annonce la ressortie le 18 avril de plusieurs titres phares 8-bits de Disney Interactive des années 1990 sous le nom The Disney Afternoon Collection sur Xbox One, PlayStation 4 et PC dont Disney's Darkwing Duck, Disney's DuckTales, Disney's DuckTales 2, Disney's Chip'n Dale: Rescue Rangers, Disney's Chip'n Dale: Rescue Rangers 2 et Disney's TaleSpin,.

## Dans la culture populaire
La série d'animation La Bande à Picsou reprend le thème musical du niveau de la Lune pour une des comptines.
L'OST (la musique) du niveau de la Lune est devenu un "meme" qui consiste à enregistrer une vidéo d'une personne ou un objet qui vole sur cette musique.